# Majorana-Effekt
Der Majorana-Effekt (benannt nach dem italienischen Physiker Quirino Majorana) beschreibt in der Magnetooptik die Doppelbrechung kolloidaler Lösungen in einem Magnetfeld; Majorana entdeckte den Effekt an ferromagnetischen Eisenoxid-Solen. Die Doppelbrechung wird durch die Richtwirkung des Magnetfeldes (Wirkung auf die Ausrichtung) auf die magnetisch anisotropen Kolloidteilchen verursacht und erfolgt auf Licht, das sich senkrecht zum Magnetfeld ausbreitet. Dabei liegt die optische Achse des Materials parallel zu den magnetischen Feldlinien.
Der Majorana-Effekt tritt auch in diamagnetischen Solen auf, deren Teilchen sich senkrecht zum Magnetfeld einstellen.
Ähnliche Effekte sind der Cotton-Mouton-Effekt (Doppelbrechung durch die Ausrichtung von Molekülen im Magnetfeld) und der Voigt-Effekt (Doppelbrechung in der Nähe von intensiven Absorptionslinien aufgrund der Beeinflussung der Elektronenbewegung).